# Michel d'Éphèse
Michel d'Éphèse (en grec : Μιχαήλ Ἐφέσιος; actif au début ou au milieu du XIIe siècle) est un philosophe et commentateur byzantin d'Aristote. Il écrivit entre autres les premiers commentaires complets des Réfutations sophistiques qui sert de base pour l’étude de ce texte.

## Biographie
On sait très peu de choses sur la vie de Michel d’Éphèse dont les dates de naissance et de décès sont sujettes à controverse. Selon K. Praechter il aurait vécu avant 1040. Toutefois, si on l’identifie avec le Michel « qui aurait travaillé sur Aristote jusqu’à ce que sa vue faiblisse », on doit reporter sa période active à environ 1100 . Il enseigna la philosophie à l’Université de Constantinople. Avec Eustrate de Nicée, il faisait partie d’un cercle d’intellectuels gravitant autour d’Anne Comnène. On lui doit d’avoir ravivé la philosophie d’Aristote à Constantinople aux XIe siècle et XIIe siècle.
L’hypothèse selon laquelle le commentateur d’Aristote n’ait été autre que Michel VII Doukas, ancien élève de Michel Psellos, alors qu’après son abdication il était devenu évêque d’Éphèse et se livrait à des travaux intellectuels n’a plus guère cours aujourd’hui.

## Son œuvre
Le but essentiel de Michel d’Éphèse, comme il l’écrit lui-même à la fin de son commentaire Parva Naturalia est de se pencher sur les textes de l’œuvre d’Aristote qui n’avaient pas été traités par d’autres commentateurs, ce qu’il fit en tant que membre du cercle d’intellectuels rassemblés et guidés par Anne Comnène.
L’étendue du savoir de Michel est remarquable et sa technique d’interprétation a été comparée à celle d’Alexandre d'Aphrodise. En fait, les commentaires sur la Métaphysique des livres 7 à 14 que l’on attribue  à Alexandre sont probablement de lui . Ses commentaires reflètent les idées néoplatoniciennes et la tradition exégétique d’Étienne d’Alexandrie. Il lui arrive de faire allusion à la vie de Constantinople à son époque et de critiquer et l’empereur et le système d’éducation en vigueur.

### Les Commentaires: textes grecs
- Des « Réfutations Sophistiques »[N 1] (en grec ancien : Σοφιστικοὶ Ἔλεγχοι) (dans) Commentaria in Aristotelem Graeca II.3.
- De la « Génération des animaux »[N 2] (en grec ancien : Περὶ ζῴων γενέσεως ; en latin : De Generatione Animalium) (dans) Commentaria in Aristotelem Graeca XIV.3.
- De « L’Éthique à Nicomaque »[N 3] (en grec ancien : Ἠθικὰ Νικομάχεια), livres 9 & 10  (dans) Commentaria in Aristotelem Graeca XX.
- Des « Petits Traités d’histoire naturelle » (en latin : Parva Naturalia, nom sous lequel l’ouvrage est le plus souvent cité)[N 4] (dans) Commentaria in Aristotelem Graeca XXII. 1.
- Des « Parties des animaux » (en grec ancien : Περὶ ζῴων μορίων)[N 5], « Mouvements des animaux » (en grec ancien : Περὶ ζῴων κινήσεως)[N 6], « Démarche des animaux » (en grec ancien : Περὶ πορείας ζῴων)[N 7] (dans) Commentaria in Aristotelem Graeca XXII. 2.
- De l’ « Éthique à Nicomaque », livre 5 (dans) Commentaria in Aristotelem Graeca XXII, 3.
- Les commentaires de Michel d’Éphèse sur le pseudo-aristotélicien « Des couleurs » (en grec ancien : Περὶ χρωμάτων)[N 8] n’ont pas été publiés et ses commentaires sur « De la politique » (en grec ancien : Πολιτικά)[N 9] ne survivent qu’en fragments[6].

### Traductions latines
Au XIIe siècle, Jacques de Venise, un clerc et canoniste vénitien surtout connu pour ses traductions d'Aristote, aurait colligé les textes de l’atelier de Michel d’Éphèse en vue d’une traduction en latin. Par la suite, une collection des commentaires, y compris le « De l’Éthique à Nicomaque » fut traduite en latin par Robert Grossetête, dit aussi Robert de Lincoln, érudit anglais, évêque de Lincoln, qui vécut fin du XIIe siècle, début du XIIIe siècle et, enfin, par Giovanni Bernardo Feliciano à Venise en 1541.

### Traductions en anglais
- Aristotle and  Michael of Ephesus on the Movement and Progression of Animals, trans. Anthony Preus, Hildesheim: Georg Olms, 1981.  (ISBN 978-3487070735).
- Aspasius, Anonymous, Michael of Ephesus, On Aristotle: Nicomachean Ethics 8 and 9, trans. David Konstan, Duckworth, 2001.  (ISBN 978-1780939100).
- Michael of Ephesus, On Aristotle: Nicomachean Ethics 10, trans. James Wilberding and Julia Trompeter, Bloomsbury Academic, 2019.  (ISBN 978-1350170919).